# Adolf Deucher

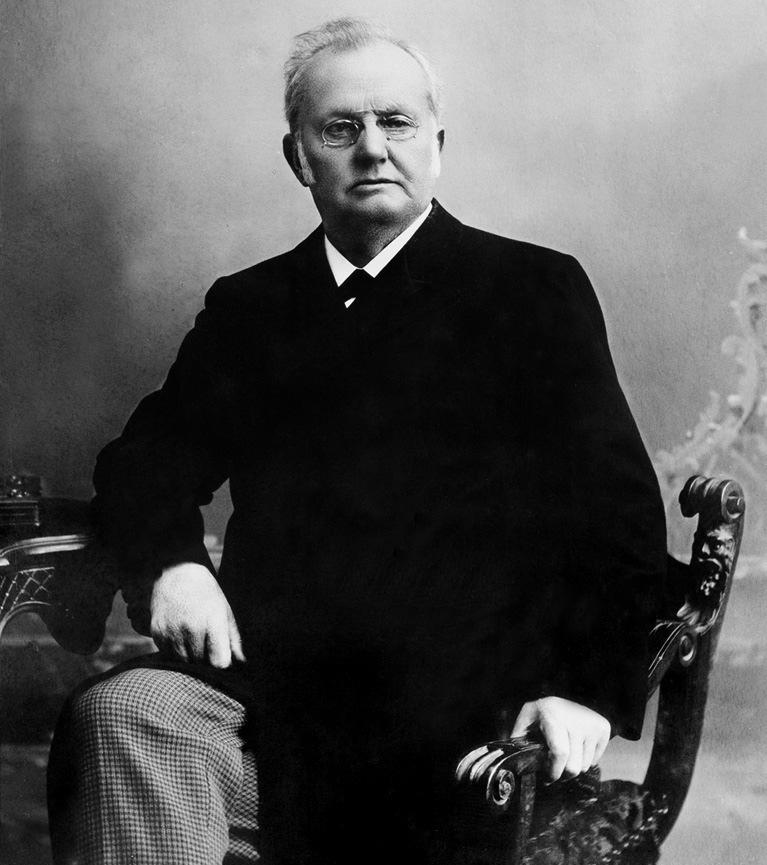
Adolf Deucher

Adolf Deucher (ur. 15 lutego 1831 w Wipkingen zm. 10 lipca 1912 w Bernie) – szwajcarski polityk, członek Rady Związkowej od 10 kwietnia 1883 do 10 lipca 1912. Kierował następującymi departamentami:
- Departament Sprawiedliwości i Policji (1883)
- Departament Poczt i Kolei (1884)
- Departament Spraw Wewnętrznych (1885)
- Departament Polityczny (1886, 1897, 1903, 1909)
- Departament Handlu i Rolnictwa (1887)
- Departament Przemysłu i Rolnictwa (1888–1895)
- Departament Handlu, Przemysłu i Rolnictwa (1896, 1898–1902, 1904–1908, 1910–1912)[2]

Był członkiem Radykalno-Demokratycznej Partii Szwajcarii.
Przewodniczył Radzie Narodowej (1882 – 1883). Pełnił również funkcje wiceprezydenta (1885, 1896, 1902, 1908) i prezydenta (1886, 1897, 1903, 1909) Konfederacji.